# 109.º Batallón Antiaéreo Pesado
El 109.º Batallón Antiaéreo Pesado (109. schwere Flak-Abteilung (o)) fue una unidad de la Luftwaffe durante el Tercer Reich y la Segunda Guerra Mundial.

## Historia
Fue formado en octubre de 1944 en Breslau como 109.º Batallón Antiaéreo Pesado (o).
- 1ª Bat. -6ª Bat./109.º Batallón Antiaéreo Pesado (o) fueron formadas el 4 de diciembre de 1944 (?) desde la 10738º Batería Antiaérea Pesada z.b.V. y la 10743º BateríaAntiaérea Pesada z.b.V., respectivamente.
- 1ª Bat./109.º Batallón Antiaéreo Pesado fue conocida también como RAD 4ª Bat./102.

## Servicios
- 1 de noviembre de 1944: en Breslau bajo la 11.ª División Antiaérea (150º Regimiento Antiaéreo)
- 1 de diciembre de 1944: en Breslau bajo la 11.ª División Antiaérea (150º Regimiento Antiaéreo)
- diciembre de 1944 - abril de 1945: en Breslau bajo la 11.ª División Antiaérea (150º Regimiento Antiaéreo)